# Rock Extreme
Rock Action là một kênh truyền hình tiếng Anh Đông Nam Á phục vụ Đông Nam Á, thuộc sở hữu của Rock Entertainment Holdings.
Kể từ khi ra mắt vào năm 2014, ban đầu nó được biết đến với tên RTL CBS Extreme, được tạo bởi RTL CBS Asia Entertainment Network, một liên doanh của RTL Group, Studios International, tập trung vào các chương trình giải trí đóng gói hành động và phát sóng ở độ phân giải cao.
Vào ngày 1 tháng 1 năm 2018, RTL CBS Extreme đã được đổi tên thành Blue Ant Extreme sau khi mua lại RTL CBS của Blue Ant Media.
Vào ngày 1 tháng 9 năm 2021, kênh được nhượng quyền thương hiệu cho Rock Entertainment và được đổi tên thành  Rock Extreme.
Từ ngày 12 tháng 12 năm 2022, Rock Extreme đã được đổi tên thành Rock Action.